# Spartein
Spartein [genauer (−)-Spartein, L-Spartein; auch Lupinidin] ist ein Naturstoff aus der Gruppe der Lupinen-Alkaloide. Es wirkt anregend auf Herz, Kreislauf und Darm und steigert die Diurese. Spartein ist für den Menschen giftig und kann zum Tod durch Kreislaufkollaps führen.
Das Enantiomer (+)-Spartein, auch Pachycarpin genannt, kommt nur selten vor. Deswegen ist mit „Spartein“ – wenn nicht anders angegeben – stets das (−)-Spartein gemeint.

## Vorkommen

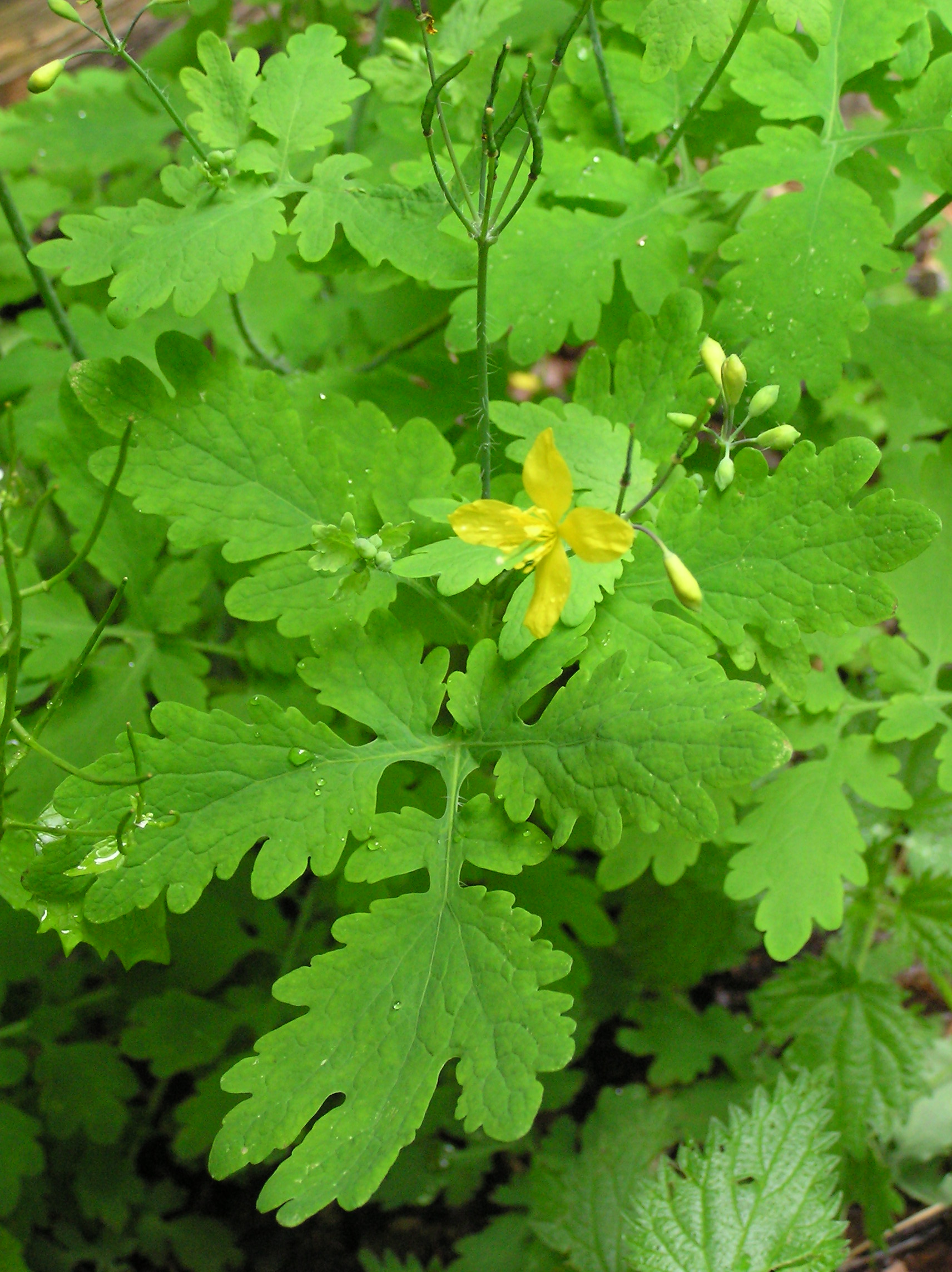
Schöllkraut (Chelidonium majus) enthält (−)-Spartein.

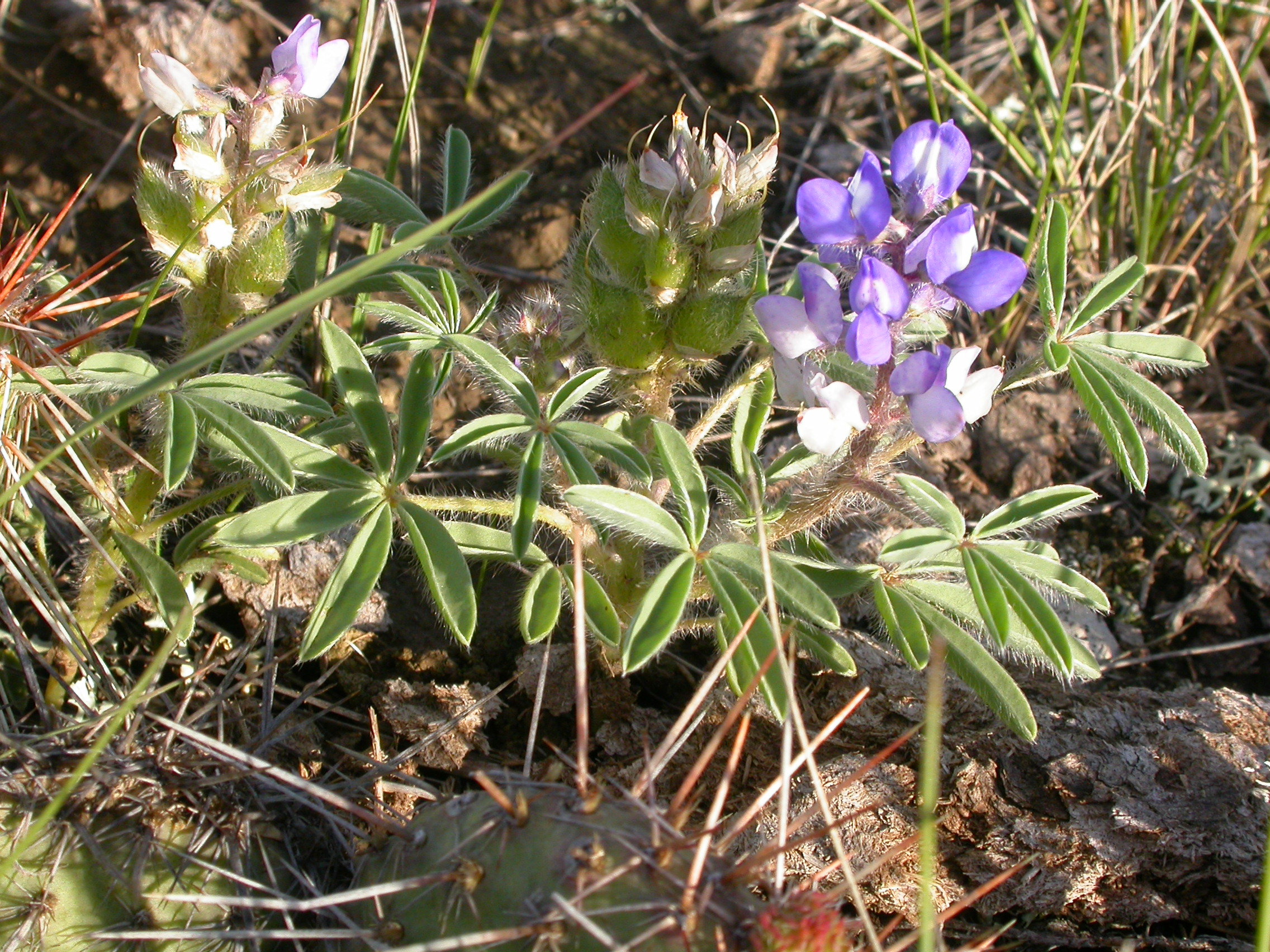
Lupine (Lupinus pusillus) enthält (+)-Spartein

(−)-Spartein findet sich beispielsweise im Besenginster und Schöllkraut. In den Samen der gelben Lupine (Lupinus luteus) besteht der Alkaloidanteil zu 30–50 % aus Spartein.
Seit einigen Jahren wird über Probleme bei der kommerziellen Verfügbarkeit von (−)-Spartein berichtet, wodurch die Preise erheblich gestiegen sind. Im Zusammenhang damit ist auch die Forschung der früher leicht und kostengünstig zugänglichen chiralen Chemikalie stark zurückgegangen.
(+)-Spartein (Pachycarpin)  ist deutlich seltener, es ist sehr toxisch und kommt  in verschiedenen Hülsenfrüchtlern vor, z. B. in der US-amerikanischen Lupinenart Lupinus pusillus.

## Historisches
Spartein wurde von John Stenhouse entdeckt, der es durch Säureextraktion und Destillation aus dem Besenginster (lat. auch Spartium scoparium) erhielt und die Entdeckung 1850/1851 beschrieb. Er beschrieb es als flüchtige organische Base und als farbloses Öl, deutlich dichter als Wasser, mit einem schwachen, dem Anilin ähnlichen Geruch und einem bitteren Geschmack. Spartein wurde in Form von Sparteinsulfat schon seit 1873 zur Behandlung von Herzkrankheiten verwendet. Seit 1939 diente es als Wehenmittel. Noch in den 1980er Jahren galt es als verlässliches und sicher wirksames Antiarrhythmikum der ersten Wahl für die Notfallmedizin, und als zuverlässiges Wehenmittel.
Die ersten Totalsynthesen von Spartein wurden 1948 bekanntgegeben. Die ersten Synthesen erforderten eine Racematspaltung. Die erste asymmetrische Totalsynthese des (+)-Spartein-Isomers nutzt eine Variante der Beckmann-Umlagerung und wurde 2002 veröffentlicht.
In den 1950er Jahren wurden Spartein-Komplexsalze (als Präparat Perivar von Curta & Co. GmbH) zur Behandlung von venenbedingten Symptomen wie Krampfaderbeschwerden, Thrombophlebitis, Hämorrhoiden und Muskelkrämpfen angeboten.

## Eigenschaften
In kaltem Wasser ist Spartein kaum löslich. Die Lösung reagiert deutlich alkalisch.  Es löst sich leicht in Ethanol, Diethylether, Dichlormethan und Chloroform. Spartein ist in Benzin (Petrolether oder Ligroin) und Benzol unlöslich. Es ist an Licht und Luft instabil und verfärbt sich gelblich bis braun. Spartein riecht ähnlich wie Anilin und schmeckt intensiv bitter.
Die oral letale Dosis beträgt für Mäuse 220 mg/kg Körpergewicht.
Strukturell ist das Spartein durch ein überbrücktes Ringsystem und vier chirale C-Atome charakterisiert: Im Zentrum befindet sich ein symmetrischer Heterocyclus, der durch eine Methylengruppe überbrückt wird. An zwei Seiten ist je ein weiterer Ring (A und D) anelliert, so dass ein Tetracyclus resultiert. Neben dem Enantiomer (+)-Spartein existieren als Epimere zu Spartein ferner das α-Isospartein (C-11-Epimer) und β‑Isospartein (C-6-Epimer).

| Natürlich vorkommende Isomere             | Strukturformel    | Stereochemische Anordnung | Stellung der Ringe A/B-C/D |
| (−)-Spartein (Lupinidin)                  | Spartein          | 6R,7S,9S,11S              | cis-trans (exo/endo)       |
| (+)-Spartein (Pachycarpin)                | Pachycarpin       | 6S,7R,9R,11R              | cis-trans (exo/endo)       |
| (−)-α-Isospartein (Genistein)             | (−)-α-Isospartein | 6R,7S,9S,11R              | cis-cis (endo/endo)        |
| (−)-β‑Isospartein (Pusillin, Spartalupin) | (−)-β‑Isospartein | 6R,7R,9R,11R              | trans-trans (exo/exo)      |

## Biosynthese des Sparteins
Das tetracyclische Spartein wird bei der Biosynthese aus der Aminosäure L-Lysin aufgebaut. Dabei werden zunächst aus drei Molekülen L-Lysin drei Moleküle Cadaverin gebildet. Im Verlauf der weiteren Reaktionen nehmen vier Moleküle Pyruvat vier der Amin-Gruppen auf; es entstehen vier Moleküle Alanin. Die Biosynthese erfolgt in Chloroplasten; danach werden die Alkaloide in die übrigen Pflanzenteile transportiert, insbesondere in die reifenden Früchte.

## Verwendung
Sparteinsulfat wurde als Antiarrhythmikum, d. h. zur Behandlung von Herzrhythmusstörungen, verwendet. Es konnte bei schwerwiegenden symptomatischen Tachykardien verabreicht werden, wenn diese nach der Beurteilung des Arztes lebensbedrohend sind. Die Antiarrhythmika der Klasse I werden aber kaum mehr verwendet. Spartein wurde früher auch in der Geburtshilfe eingesetzt. Allerdings traten dabei bei einigen Fällen ungewöhnlich heftige Wehen auf, die in einigen Fällen zum Tode des Fetus führten. Diese Arzneimittelnebenwirkung ist durch erbliche Polymorphismen erklärt worden. Spartein dient in der biomedizinischen Forschung als Modellsubstanz zum Studium dieses Polymorphismus, der die Oxidation von Stoffen durch das Cytochrom P450 betrifft.
Spartein kann analog zum Bispidin mit seinen beiden Stickstoffatomen als zweizähniger Ligand dienen. Im Gegensatz zu Bispidin ist Spartein chiral. (−)-Spartein wird als effektives Hilfsmittel in der enantioselektiven Synthese verwendet.
Pachycarpin wird in der GUS arzneilich zur Behandlung hypertoner Krisen, von Spasmen der peripheren Gefäße und bei Myopathien angewendet.

## Sparteinsulfat
Sparteinsulfat (Sparteinum sulfuricum, schwefelsaures Spartein) bildet farblose, nadelförmige Kristalle. Sie sind – im Gegensatz zum Spartein selbst – in Wasser leicht löslich und es bildet sich eine neutrale Lösung.
Außerdem ist Sparteinsulfat in Alkohol löslich, aber nicht in Chloroform.